# Gravitacijski potencijal
Gravitacijski potencijal, geopotencijal ili potencijal sile teže je potencijalna energija jedinice mase u polju sile teže. Sve točke jednakoga geopotencijala u atmosferi leže na geopotencijalnoj plohi. To su zatvorene plohe koje okružuju Zemlju; na ekvatoru su nešto više nego na polovima. Visina geopotencijalnih ploha izražava se geopotencijalnim metrom, koji je određen tako da približno odgovara potencijalu sile teže na visini 1 metar nad tlom, pa gotovo i nema razlike između geometrijskog i geopotencijalnoga metra. 
U meteorologiji geopotencijal ima važnu ulogu jer se stanje strujanja u atmosferi prikazuje plohama jednakoga tlaka, takozvarnim izobarnim plohama, kojima se visina izražava geopotencijalnim metrima, a prikazuje se na zemljopisnim kartama, uglavnom većega područja (kontinenti), izohipsama geopotencijala. Tako se izobarne plohe, kojima se visina računa od srednje visine mora, nazivaju plohama apsolutne topografije (u praksi su to plohe 850, 700, 500, 400, 300, 250, 200, 150 i 100 hPa), a ako se visine računaju od neke referentne plohe (na primjer 1 000 hPa), onda su to plohe relativne topografije (najčešće plohe 500/1000 hPa). Karte apsolutne topografije pokazuju polje strujanja u danom trenutku u slobodnoj atmosferi, i to tako da pravac vjetra približno odgovara izohipsama geopotencijala, a njegov smjer na Sjevernoj polutki položen je tako da je polje snižena tlaka zraka na lijevo od vektora vjetra (na Južnoj polutci na desno). Karte relativne topografije pokazuju područja relativno toplijeg odnosno hladnijega zraka.

## Geopotencijal i geopotencijalna visina
Ponašanje atmosfere u gravitacijskom polju Zemlje prikladno se opisuje gravitacijskim potencijalom ili geopotencijalom. Potencijal je određen potencijalnom energijom po masi, pa je geopotencijal Φ:
{\displaystyle \Phi (z)=\int _{0}^{z}g\cdot dz}
gdje je: g - ubrzanje Zemljine sile teže, a z - promjena visine. Mjerna jedinica geopotencijala je džul po kilogramu (J/kg). 
Zemlja nije pravilna kugla, nehomogena je, a zbog vrtnje (rotacije), osim Zemljine sile teže (gravitacije), djeluje i centrifugalna sila. Zato Zemljina površina nije ekvigeopotencijalna ploha. U meteorologiji se zato podaci ne navode za realnu površinu Zemlje, ili neku visinu iznad te površine, nego za ekvigeopotencijalne plohe.
Umjesto realne geometrijske visine z često se upotrebljava takozvana geopotencijalna visina H, određena reducirenjem geopotencijala neke plohe na visini z, na kojoj je ubrzanje gz, na standardizirano ubrzanje Zemljine teže na morskoj površini go = 9,806 65 m/s2: 
{\displaystyle H={\frac {\Phi }{g_{0}}}=\int _{0}^{z}{\frac {g}{g_{0}}}\cdot dz}
U meteorologiji je običaj da se jedinici geopotencijalne visine dodaje pridjev geopotencijalni, dakle geopotencijalni metar. Geopotencijalna je visina H uvijek malo manja od stvarne visine z.

## Potencijalna energija kod gravitacije
Potencijalnu energiju mjerimo mehaničkim radom, koji moramo izvršiti, da planet iz te udaljenosti odvučemo u beskonačnost. Kod konstantne sile, rad je jednaka umnošku sile i puta na kojem smo izvršili rad. Iako se u okolini Sunca stalno mijenja veličina sile, možemo ipak tu silu u malim područjima promatrati kao konstantu. Prema tome ćemo put od mjesta r0 do beskonačnosti razdijeliti na same male razmake, u kojima promatramo silu kao konstantu. Ti su mali putovi označeni s Δr0, Δr1, Δr2, Δr3,…
Na svakom putu Δr djeluje sila F jednaka:
{\displaystyle F=G\cdot {\frac {m\cdot M}{r^{2}}}\ }
gdje je: m - masa planeta, a M - masa Sunca. Kada planet odvučemo na putu dugačkom Δr, tada vršimo mehanički rad jednak umnošku između tog puta i sile na tom putu, to jest:
{\displaystyle G\cdot {\frac {m\cdot M}{r^{2}}}\cdot \Delta r}
Mi počinjemo planet vući od udaljenosti r0. Na prvom komadiću puta vršimo rad jednak: 
{\displaystyle G\cdot {\frac {m\cdot M}{r_{0}^{2}}}\cdot \Delta r_{0}}
na daljem komadiću puta vršimo rad jednak: 
{\displaystyle G\cdot {\frac {m\cdot M}{r_{1}^{2}}}\cdot \Delta r_{1}}
na sljedećem rad: 
{\displaystyle G\cdot {\frac {m\cdot M}{r_{2}^{2}}}\cdot \Delta r_{2}}
i tako dalje. Sveukupan rad dobivamo, ako sve te radove uzduž malih komadića puta zbrojimo:
{\displaystyle G\cdot {\frac {m\cdot M}{r_{0}^{2}}}\cdot \Delta r_{0}+G\cdot {\frac {m\cdot M}{r_{1}^{2}}}\cdot \Delta r_{1}+G\cdot {\frac {m\cdot M}{r_{2}^{2}}}\cdot \Delta r_{2}\,+\,...+\,G\cdot {\frac {m\cdot M}{r_{n}^{2}}}\cdot \Delta r_{n}}
gdje su: r0, r1, r2, r3, … rn udaljenosti pojedinih malih putova od Sunca. Uzduž tih elementarnih putova vlada približno konstantna sila. Sveukupni rad može se vrlo lako proračunati. Zato ćemo se poslužiti jednim matematičkim trikom. Rad na pojedinom malom putu može se prikazati kao razlika jedne funkcije U na konačnoj i početnoj točki puta. Ta je funkcija:
{\displaystyle U=-\,G\cdot {\frac {m\cdot M}{r}}}
Promatramo vrijednost te funkcije na početku malog puta r i na njegovu kraju r + Δr. Tvrdimo da rad izvršen na putu Δr jednak negativnoj razlici te funkcije na početku i na kraju malog puta. Vidi se:
{\displaystyle G\cdot {\frac {m\cdot M}{r}}-G\cdot {\frac {m\cdot M}{r+\Delta r}}=G\cdot {\frac {m\cdot M\cdot \Delta r}{r\cdot (r+\Delta r)}}\approx G\cdot {\frac {m\cdot M}{r^{2}}}\cdot \Delta r}
Približno smo mogli u nazivniku r + Δr zamijeniti s r ako je samo duljina puta mala (što je pretpostavka). Prema tom rezultatu možemo sveukupni rad što ga izvršimo odvlačenjem planeta u beskonačnost prikazati kao zbroj razlike funkcije U na početku i kraju svakog malog puta. No kraj jednoga malog puta ujedno je početak sljedećeg malog puta. Prema tome ima U istu vrijednost na kraju jednog kao na početku sljedećeg puta. Sveukupni rad izražen tom funkcijom glasi:
{\displaystyle -(U_{0}-U_{1})-(U_{1}-U_{2})-(U_{2}-U_{3})\,-\,...-\,(U_{n-1}-U_{n})}
Svaka pojedina zagrada predstavlja rad uzduž pojedinog elementarnog puta. Kako se iz ovog izraza vidi, susjedni se članovi u različitim zagradama međusobno poništavaju. Kao iznos čitavog rada preostaje samo prvi i posljednji član. No posljednji član nalazi se u beskonačnoj udaljenosti; on je jednak nuli. Cjelokupna suma svih elementarnih radova jednaka je dakle samo prvom članu. Potencijalna energija planeta dakle je na udaljenosti r0 od Sunca jednaka:
{\displaystyle U=-\,G\cdot {\frac {m\cdot M}{r_{0}}}}
Iz jednadžbe se vidi da je potencijalna energija planeta u beskonačnoj udaljenosti jednaka nuli, a u svakoj konačnoj udaljenosti negativna veličina. Dok je sila obrnuto proporcionalna kvadratu udaljenosti, dotle je potencijalna energija planeta obrnuto proporcionalna samoj udaljenosti. Potencijalna energija pada polaganije s udaljenošću negoli sila. U velikoj blizini Sunca ima planet vrlo veliku negativnu vrijednost potencijalne energije. Da iz takve blizine odvučemo planet u velike udaljenosti, moramo vršiti veliki rad. 
Sveukupna energija planeta dana je zbrojem kinetičke i potencijalne energije. Sveukupna energija planeta jednaka je: 
{\displaystyle E={\frac {m\cdot v^{2}}{2}}-\,G\cdot {\frac {m\cdot M}{r_{0}}}}
Iz toga izraza već izlazi temeljna osobina gibanja planeta oko Sunca. Ako je sveukupna energija E planeta pozitivna veličina tada mogu nebeska tijela doprijeti sve do beskonačne udaljenosti. U beskonačnoj udaljenosti upravo je potencijalna energija jednaka nuli, a kinetička energija jednaka ukupnoj energiji E. Tijela s pozitivnom energijom u okolini Sunca odgovaraju gibanjima nekih kometa; oni ne ostaju vezani uz Sunce, već se udaljuju u beskonačnost. Prolazi kometa s pozitivnom energijom su događaji koji se samo jedanput mogu dogoditi. Tijela s energijom jednakom nuli upravo se još mogu udaljiti u beskonačnu daljinu od Sunca, izgubivši time potpuno svoju brzinu. I takva nebeska tijela više se ne vraćaju k Suncu. Vezana uz Sunce ostaju samo tijela s negativnom energijom. Oni se ne mogu udaljiti u beskonačnu udaljenost od Sunca; tamo je njihova potencijalna energija jednaka nuli, a jer je sveukupna energija negativna, to bi i kinetička energija morala biti negativna, a to nema smisla. Tijela s negativnom energijom su planeti, pa neki kometi, koji se vraćaju, i tako dalje. Planet se može kretati samo u onom području, gdje je njegova ukupna energija veća od potencijalne energije. U izrazu za energiju E pridolazi potencijalnoj energiji uvijek pozitivna kinetička energija; potencijalna energija dakle mora biti niža od sveukupne energije. Uistinu ne dospiju planeti nikada do najveće udaljenosti, jer nikada ne izgube potpuno svoju brzinu. Sjecište između potencijalne energije i energije planeta određuje najveću udaljenost rmax. Planet se kreće u udaljenostima, koje su manje od udaljenosti rmax.   
Ova promatranja vrijede automatski i za gibanje tijela oko naše Zemlje. Svi predmeti na Zemljinoj površini imaju negativnu potencijalnu energiju, a jer u pravilu imaju male brzine, to je i sveukupna energija negativna. Opstojnosti te negativne energije zahvaljujemo, da predmeti ostaju stalno vezani uz Zemljinu koru. Kad tijela ne bi bila izvrgnuta djelovanju gravitacije, dostajao bi mali udar da za sva vremena isčeznu sa Zemljine površine u svemir. 
Iz Newtonova zakona gibanja može se proračunati i ukupna energija planeta. Kinetička energija planeta jednaka je 1/2∙m∙v2, a potencijalna energija - (G∙m∙M)/r. Iz jednadžbe gibanja:
{\displaystyle {\frac {m\cdot v^{2}}{r}}=G\cdot {\frac {m\cdot M}{r^{2}}}}
izlazi da je kinetička energija jednaka:
{\displaystyle {\frac {m\cdot v^{2}}{2}}=G\cdot {\frac {m\cdot M}{2\cdot r}}}
a to je jednako polovini negativne potencijalne energije, dakle - 1/2 U. Sveukupna energija planeta prema tome je jednaka:
{\displaystyle E={\frac {m\cdot v^{2}}{2}}+U=-\,G\cdot {\frac {m\cdot M}{2\cdot r}}}
Energija planeta u gibanju oko Sunca jednaka je polovini njegove potencijalne energije. Ta jednadžba vrijedi i za eliptične putove ako mjesto r uvrstimo veliku poluos a elipse. Ukupna energija planeta određena je velikom poluosi. Planeti koji bi imali jednake velike poluosi imali bi jednake energije, a pri tom bi mogli imati najrazličitije male poluosi, dakle najrazličitije oblike elipse. Već je J. Kepler spoznao značenje velike poluosi elipse kao temeljne konstante planetnih gibanja. Dublji je uzrok što je ukupna energija planeta određena velikom poluosi.